# Furf Design Studio

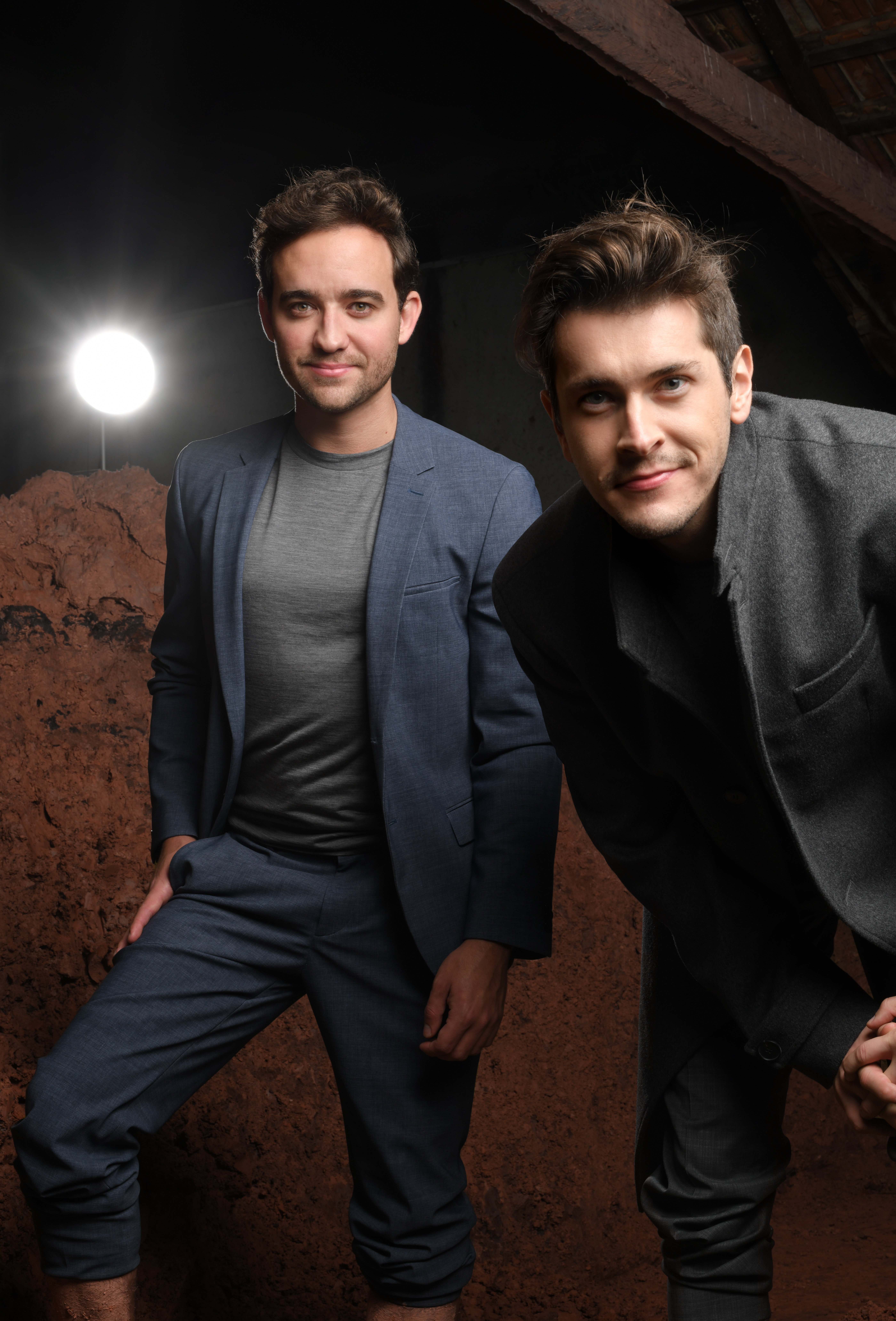
Os designers Mauricio Noronha e Rodrigo Brenner. Foto por Daniel Katz.

A Furf Design Studio é um estúdio de design brasileiro reconhecido globalmente por desenvolver produtos que trazem resultados em vendas e premiações, sendo um dos mais premiados do país e uma referência no cenário internacional. Fundado em 2011 em Curitiba, Paraná, pelos designers Mauricio Noronha e Rodrigo Brenner, o estúdio mantém sedes em Curitiba, Brasil e em Milão, Itália, consolidando sua presença global. Com a missão de unir excelência, poesia, inovação, sustentabilidade e impacto social, a Furf cria produtos e projetos que transcendem o design convencional, promovendo soluções criativas e socialmente responsáveis.  
História e Filosofia
A Furf foi fundada por Mauricio Noronha e Rodrigo Brenner, ambos listados na Forbes Under 30 e palestrantes em eventos como TEDx. Desde sua criação, o estúdio se destaca por uma abordagem que combina design democrático, poesia e responsabilidade socioambiental, desafiando paradigmas tradicionais do design industrial. Sua filosofia reflete o compromisso com a criação de um futuro mais sustentável e inclusivo por meio do design.
O estúdio colabora com uma rede diversificada de parceiros, incluindo startups, multinacionais e instituições como a Organização das Nações Unidas (ONU), onde Noronha e Brenner foram nomeados instrutores do departamento de desenvolvimento industrial da UNIDO (United Nations Industrial Development Organization) em 2018, após receberem o maior prêmio de eco-design no World Eco-Design Conference e receberam o título de Comendadores da Ordem da Luz dos Pinhais, pelo impacto positivo de suas obras.
Projetos e Impacto
Com centenas de projetos e milhões de unidades de produtos vendidos em mais de 30 países, o portfólio da Furf abrange design de produto, desenho industrial, direção criativa de empresas, design de interiores comerciais, relatórios e pesquisas de semiótica, mercado e tendências, design especulativo, cursos e palestras e projetos de impacto social. Seus trabalhos transitam entre criações autorais, colaborações comerciais e iniciativas inovadoras que conectam ciência e mercado. Exemplos notáveis incluem:
Confetti: Uma capa de prótese revolucionária, distribuída gratuitamente pelo SUS e INSS no Brasil e comercializada em diversos países. O projeto restaura a autoestima de amputados ao transformar próteses em peças de design personalizáveis, premiadas por sua inovação e impacto social.
Caravela: Desenvolvida em parceria com a startup Infinito Mare, é uma escultura flutuante viva que purifica corpos d’água urbanos. Implantada em locais como a Lagoa da Pampulha, em Belo Horizonte, utiliza biotecnologia para promover a sustentabilidade ambiental.
Outono: A primeira coleção de móveis do mundo feita com beLEAF, um biotecido de folhas desenvolvido pela Nova Kaeru, curtume orgânico brasileiro. Reconhecido em 2019 como o melhor material natural na Asia Pacific Leather Fair, o projeto exemplifica a integração de sustentabilidade e inovação.
Tronco: Um móvel multifuncional, modular e lúdico desenhado para a renomada marca italiana Qeeboo, lançado na Semana de Design de Milão de 2025.
A Furf colabora com marcas icônicas, como as italianas Qeeboo e Natuzzi Italia, posicionando o estúdio ao lado de designers lendários, como Philippe Starck, Stefano Giovannoni, Karim Rashid, Nika Zupanc, Studio Job, Fabio Novembre e os brasileiros Irmãos Campana. Em 2025, a Furf participou de uma mesa redonda global promovida pela Natuzzi Italia, debatendo o futuro do design com líderes criativos como Karim Rashid, uma conquista inédita para um estúdio brasileiro.
Outros clientes incluem The Walt Disney Company, National Geographic, O Boticário, Oxford e Grendene, além de colaborações com instituições como o Governo Federal do Brasil e o Instituto Campana. A Furf também desenvolve projetos com biomateriais, como micélio e resíduos agroindustriais, reforçando sua liderança em design sustentável.
Premiações e Reconhecimento
A Furf conquistou mais de 30 prêmios nacionais e internacionais, incluindo três dos mais prestigiados do mundo:
- Red Dot: Best of the Best (os designers mais jovens a receberem o prêmio);
- Cannes Lions (primeira empresa brasileira a vencer na categoria Product Design);
- iF Design Award.
Além disso, Noronha e Brenner são os designers mais jovens a integrar o júri do iF Design Award, consolidando sua influência no cenário global. A Furf já expôs na Semana de Design de Milão, ao lado de nomes como Philippe Starck e os Irmãos Campana, e seus projetos foram destaque em publicações internacionais, como a curadoria de Paola Noe, que elogiou a capacidade do estúdio de “imbuir objetos com poesia e romantismo”.
Educação e Compartilhamento de Conhecimento
Além do design, a Furf dedica-se à educação, oferecendo cursos, workshops e palestras baseados no Furf Method, uma metodologia própria que combina criatividade, sustentabilidade e impacto social. O estúdio já formou mais de 5.000 alunos globalmente e coordenou iniciativas acadêmicas e corporativas. Suas duas palestras no TEDx inspiraram milhares de pessoas a repensar o papel do design na sociedade.
Colaboração e Inovação
A Furf se destaca por sua abordagem interdisciplinar, colaborando com arquitetos, antropólogos, psicólogos, oceanógrafos e cientistas para desenvolver soluções disruptivas. A parceria com a ciência, como no desenvolvimento de biomateriais, produtos da área médica e tecnologias de purificação de água, posiciona a Furf como uma ponte entre laboratórios e o mercado, tornando inovações acessíveis ao público. Acreditam que "design pode ser a ponte entre a utopia e a realidade" e com isso colaboram com a criação e desenvolvimento de diversas startups e deeptechs para aliar inovação científica e benefício social.
Impacto Global e Legado
Com bases em Curitiba e Milão, a Furf Design Studio eleva o design brasileiro a patamares de excelência, ocupando um espaço de vanguarda no circuito internacional. Sua combinação de inteligência, humor, sustentabilidade e responsabilidade social redefine o papel do design no século XXI, inspirando uma nova geração de designers e empresas a criar com propósito. 

## Prêmios[23]
- - ABRE Brazilian Packaging Award, Gold, Perfume • São Paulo (Brazil), 2024
  - ABRE Brazilian Packaging Award, Gold, Family of Products • São Paulo (Brazil), 2024
  - iF Design Award • Berlin (Germany), 2024
  - Design For A Better World Award • Curitiba (Brazil), 2023
  - BDA – Brasil Design Award Gold, Product Design • São Paulo (Brazil), 2022
  - Design For A Better World Award • Curitiba (Brazil), 2022
  - HIDC – Hainan International Designer Competition • Hainan, (China) 2022
  - BDA – Brasil Design Award Bronze, Construction • São Paulo (Brazil), 2021
  - Topview Award – Personality of the Year, Design • Curitiba (Brazil), 2019
  - BDA – Brasil Design Award Silver, Furniture • São Paulo (Brazil), 2019
  - Commendation Ordem da Luz dos Pinhais • Curitiba (Brazil), 2019
  - Cannes Lions Bronze, Health & Wellness • Cannes (France), 2019
  - Cannes Lions Shortlist, Design • Cannes (France), 2019
  - Forbes Under30, Forbes Magazine • São Paulo (Brazil) 2019
  - TIA – Top Innovation Award, World Eco-Design Conference • Guangzhou (China), 2018
  - Viver Inspiradores • Curitiba (Brazil), 2018
  - BDA – Brasil Design Award Grand Prix, Positive Impact Design • São Paulo (Brazil), 2018
  - BDA – Brasil Design Award Gold, Positive Impact Design • São Paulo (Brazil), 2018
  - BDA – Brasil Design Award Bronze, Lifestyle • São Paulo (Brazil), 2018
  - iF Design Award, Health • Munich (Germany), 2018
  - Prêmio D. Catarina, Textile • Florianópolis (Brazil), 2017
  - Lexus Design Award, Shortlist • Tokyo (Japan), 2017
  - Museu da Casa Brasileira, Honorable Mention • São Paulo (Brazil), 2017
  - BDA – Brasil Design Award • Rio de Janeiro (Brazil), 2017
  - Cannes Lions Bronze, Solution • Cannes (France), 2017
  - Cannes Lions Shortlist, Medical Products • Cannes (France), 2017
  - Red Dot: Best of the Best, Health • Essen (Germany), 2017
  - TOP XXI Prêmio Design Brasil, New Talents • Rio de Janeiro (Brazil), 2016
  - Bienal Iberoamericana de Diseño, Diseño Para Todos • Madrid (Spain), 2014
  - Bienal Iberoamericana de Diseño, Diseño y Movimientos Sociales • Madrid (Spain), 2014
  - IDEA Brasil, Silver • São Paulo (Brazil), 2014
  - Istituto Europeo di Design, Design For All • Milan (Italy), 2014
  - IDEA Brasil, Gold • São Paulo (Brazil), 2013
  - International Design and Design Awards • Paris (France), 2013
  - International Design and Design Awards • Paris (France), 2013
  - House & Gift • São Paulo (Brazil), 2013